# Amt Vörden (Hannover)
Das Amt Vörden wurde um 1365 im Hochstift Osnabrück gegründet, dem es bis 1808 angehörte. Alle Ämter im Hochstift Osnabrück hatten im Mittelalter ihren Sitz auf Burgen, die der Bischof von Osnabrück hatte errichten lassen, um sein Gebiet gegen feindliche Übergriffe zu sichern. Die jüngste der auf diese Weise entstandenen Stiftsburgen war die Burg Vörden.
Zu dem mittelalterlichen und (früh)neuzeitlichen Amt Vörden gehörten neben den Kirchspielen Vörden, Bramsche, Engter und Ueffeln nach Auffassung der damaligen Fürstbischöfe von Osnabrück auch die Kirchspiele Damme und Neuenkirchen, eine Zuordnung, die allerdings vom Hochstift Münster nicht anerkannt wurde.
Nach dem Untergang der Hochstifte Osnabrück und Münster wurde 1817 der größte Teil des Amtes dem Königreich Hannover (Landdrostei Osnabrück) zugeordnet. Der Sitz des hannoverschen Amtes wurde nach Malgarten verlegt, da der Flecken Vörden nach der Zuordnung der Kirchspiele Damme und Neuenkirchen zum Großherzogtum Oldenburg am Rand des neuen Amtes lag.
Das hannoversche Amt erhielt den Namen „Amt Vörden in Malgarten“. Diesen Namen behielt es, nachdem 1866 das Königreich Hannover vom Königreich Preußen annektiert worden war. Das nunmehr preußische Amt in der Provinz Hannover bestand bis 1885, dem Jahr der Gründung des Landkreises Bersenbrück, in dem es aufging.